# Mistrzostwo Polski 1923
Il Mistrzostwo Polski 1923 è stata la 4ª edizione del Campionato polacco di calcio e vide la vittoria finale del Pogoń Lwów.

## Gruppo Ovest
| Pos. | Squadra            | G | Punti | V | N | P | GF | GS |
| ---- | ------------------ | - | ----- | - | - | - | -- | -- |
| 1.   | Wisła Kraków       | 6 | 9     | 4 | 1 | 1 | 20 | 6  |
| 2.   | Warta Poznań       | 6 | 6     | 3 | 2 | 1 | 20 | 9  |
| 3.   | ŁKS Łódź           | 6 | 0     | 3 | 1 | 2 | 21 | 11 |
| 4.   | Iskra Siemianowice | 6 | 0     | 0 | 0 | 6 | 1  | 36 |

G = Partite giocate; V = Vittorie; N = Nulle/Pareggi; P = Perse; GF = Goal fatti; GS = Goal subiti; 

## Gruppo Est
| Pos. | Squadra        | G | Punti | V | N | P | GF | GS |
| ---- | -------------- | - | ----- | - | - | - | -- | -- |
| 1.   | Pogoń Lwów     | 6 | 12    | 6 | 0 | 0 | 42 | 3  |
| 2.   | Polonia Warsaw | 6 | 8     | 4 | 0 | 2 | 24 | 12 |
| 3.   | Lauda Wilno    | 6 | 3     | 1 | 1 | 4 | 4  | 26 |
| 4.   | WKS Lublin     | 6 | 1     | 0 | 1 | 5 | 1  | 39 |

G = Partite giocate; V = Vittorie; N = Nulle/Pareggi; P = Perse; GF = Goal fatti; GS = Goal subiti; 

## Finali
- Pogoń Lwów 3-0 Wisła Kraków
- Wisła Kraków 2-1 Pogoń Lwów
- Pogoń Lwów 2-1 Wisła Kraków